# Андреатта, Беньямино
Беньямино Андреатта (итал. Beniamino Andreatta; 11 августа 1928, Тренто-Стемма, близ Тренто, Королевство Италия — 26 марта 2007, Болонья, Италия) — итальянский государственный деятель, министр иностранных дел Италии (1993—1994).

## Биография
Окончил юридический факультет университета Падуи и экономический — Католического университета Святого Сердца в Милане и Кембриджского университета. Был доцентом Католического университета и в университетах Урбино, Тренто. В 1961 году отправился в Индию от имени Массачусетского технологического института в качестве консультанта Комиссии по планированию правительства Джавахарлала Неру.
С 1962 года — профессор экономики и финансовой политики факультета политологии Университета Болоньи. Среди его учеников и сотрудников было много сильных экономистов, в том числе будущий премьер Романо Проди, который в 1963 году стал его помощником. В 1971 году стал основателем и до 1975 года был ректором Университета Калабрии. Был колумнистом изданий «Коррьере делла Сера» и «Il Sole 24 Ore».
В начале 1970-х годов становится экономическим советником правительства Альдо Моро.
- 1976—1983, 1987—1992 гг. — член Сената,
- 1983—1987 и с 1994 г. до своей смерти — член Палаты депутатов,
- 1979 г. — министр бюджета и экономического планирования,
- 1980 г. — министр «без портфеля»,
- 1980—1982 гг. — министр казначейства, санкционировал разделение Банка Италии и министерства казначейства; в 1982 г. принял решение о банкротстве «Банко Амброзиано»,
- 1992—1993 гг. — вновь министр бюджета,
- 1993—1994 гг. — министр иностранных дел. На этом посту выступил с предложением реформировать ООН. Одним из его ближайших соратников в Министерстве иностранных дел был будущий премьер-министр страны Энрико Летта, выступил с разоблачительной речью в парламенте, информируя общественность об ответственности банка Ватикана и его лидеров.

После самороспуска Христианско-демократической партии стал лидером в Палате депутатов Итальянской народной партии, затем — одним из главных сторонников создания левоцентристской коалиции l’Ulivo («Олива»).
В 1996—1998 годах — министр обороны Италии. На этом посту провёл реформу Генерального штаба, отвечал за санкционированную Советом Безопасности ООН «миссии Альба», в которой Италии отводилась ведущая роль (поддержание мира и гуманитарная помощь в Албании), выступил с предложением о создании европейский сил обороны, обосновал отмену обязательного призыва и реформировал государственную службу в Вооруженных силах. После падения кабинета Романо Проди создал «Хартию 14 июня» для формирования широкого демократического консенсуса, ставшей предвестником коалиции «Маргаритка» (Margherita).
В 1984—1987 годах, являлся вице-президентом Европейской народной партии, в 1985—2007 годах — президентом Фонда религиоведения имени папы Иоанна XXIII.
В декабре 1999 года во время парламентской сессии пережил тяжёлый приступ и после ишемического инсульта семь лет находился в коме.